# Racionaliziran sistem prečrkovanja bolgarske cirilice
Racionaliziran sistem prečrkovanja bolgarske cirilice (angleško Streamlined System, bolgarsko Обтекаема система), je uradni bolgarski sistem za prečrkovanje bolgarske cirilice, ki je uveden z naslednjim:
| А A | Б B | В V  | Г G  | Д D  | Е E   | Ж ZH | З Z | И I  | Й Y  |
| К K | Л L | М M  | Н N  | О O  | П P   | Р R  | С S | Т T  | У U  |
| Ф F | Х H | Ц TS | Ч CH | Ш SH | Щ SHT | Ъ A  | Ь Y | Ю YU | Я YA |

Sistem je ustvaril Lyubomir Ivanov na Inštitutu za matematiko in informatiko Bolgarske akademije znanosti v 1995. letu, ter je bil sprejet 2. marca 1995 za latinično prečrkovanje bolgarskih zemljepisnih imen na Antarktiki.  Od leta 2000 naprej ta sistem se uporablja za osebna imena in zemljepisna imena v bolharskih osebnih dokumentih in v letu 2006, za vsa geografska imena.  Nazadnje, v letu 2009 je postal temelj posebnega Zakona za prečrkovanje. Racionaliziran sistem je uradni za Združenih narodov od leta 2012, in za ZDA in Veliki Britaniji od leta 2013. Ivanov predlaga da njegov pristop romanizacije za cirilice abecede uporabiti za druge slovanske jezike, zlasti ruske abecede.
Racionaliziran sistem je podoben sistemu BGN / PCGN od leta 1952, ki je še vedno uradni sistem za prečrkovanje bolgarskega jezika v ZDA kot tudi v in Združenem kraljestvu.  Vendar, na anglo-ameriškem sistemu so cirilske črke Х, Ь in Ъ prečrkovani kot KH, ’ (opuščaj) in Ŭ, medtem ko je prvi sistem uporablja H, Y in A namesto tega.
Še en podoben sistem, ki ni sprejela za uradno uporabo v Bolgariji, je sistem A. Dancheva, M. Holmana, E. Dimovi in M. Savovi, v katerem so bolgarske črke У in Ъ prečrkovani kot OU in U, medtem ko Racionaliziran sistem uporablja U in A za ta namen.
Podobne usmeritev za angleško prečrkovanje je razvidno v primeru drugih jezikih ki uporabljajo cirilico, kot so ruščina in ukrajinščina, in do neke mere tudi makedonščina.

## Izjeme
1. Verodostojni latinski zapis imena z nebolgarskim poreklom ima prednost (na primer James Bourchier, Émile de Laveleye in Wellington, in nikakor ne Dzheyms Baucher, Emil dyo Lavele ali Uelingtan);
2. U 2006. leto je uradno sprejeto, da na koncu besede je ИЯ prečrkovano kot IA namesto IYA.

## Ilustracija
Primer.  (Člen 1 Splošne Deklaracije človekovih pravic; za primerjavo je besedilo navedeno tudi v slovenskem prečrkovanju):

| Всички хора се раждат свободни и равни по достойнство и права. Те са надарени с разум и съвест и следва да се отнасят помежду си в дух на братство. |  | Vsichki hora se razhdat svobodni i ravni po dostoynstvo i prava. Te sa nadareni s razum i savest i sledva da se otnasyat pomezhdu si v duh na bratstvo. |  | Vsički hora se raždat svobodni i ravni po dostojinstvo i prava. Te sa nadareni s razum i svest i sledva da se otnasjat pomeždu si v duh na bratstvo. |

### Neposredni viri
1. 1 2 3 4  L.L. Ivanov, On the Romanization of Bulgarian and English, Contrastive Linguistics, XXVIII, 2003, 2, pp. 109-118. ISSN: 0204-8701; Errata, id., XXIX, 2004, 1, p. 157. (angleški)
2. ↑  G. Selvelli. Su alcuni aspetti ideologici dei sistemi di traslitterazione degli alfabeti cirillici nei Balcani. Arhivirano 2016-06-24 na Wayback Machine. Studi Slavistici XII (2015). pp. 159–180. (italijanski)
3. ↑  L.L. Ivanov, Toponymic Guidelines for Antarctica, Antarctic Place-names Commission of Bulgaria, Sofia, 1995. (angleški)
4. ↑  M. Gaidarska, The Current State of the Transliteration of Bulgarian Names into English in Popular Practice, Contrastive Linguistics, XXII, 1998, 112, pp. 69-84. (angleški)
5. ↑  Andreev A., I. Derzhanski eds.  Bulgarian Academy of Sciences: Institute of Mathematics and Informatics, founded 1947. Arhivirano 2011-06-06 na Wayback Machine.  Sofia: Multiprint Ltd., 2007.  64 pp.  ISBN 978-954-8986-27-4 (angleški) (bolgarski)
6. ↑  Inventaire des outils de romanisation. Arhivirano 2016-02-16 na Wayback Machine. Bibliothèque et Archives Canada. Ottawa 2006. (francouzský)
7. ↑  Predpisi za izdajo bolgarskih osebnih dokumentov. Državni uradni list #14 of 2000, 18. februar 2000. ISSN: 0205-0900 (bolgarski)
8. ↑  United Nations Document E/CONF.98/CRP.71. 17 August 2007. (angleški)
9. 1 2  Zakon za prečrkovanje. Državni uradni list # 19, 13. marec 2009. ISSN: 0205-0900 (bolgarski)
10. ↑  L. Ivanov, D. Skordev and D. Dobrev.  The New National Standard for the Romanization of Bulgarian. Mathematica Balkanica.  New Series Vol. 24, 2010, Fasc. 1-2.  pp.121-130.  ISSN 0205-3217 (angleški)
11. ↑  Bulgarian. Report on the Current Status of United Nations Romanization Systems for Geographical Names. Compiled by the UNGEGN Working Group on Romanization Systems. Version 4.0, February 2013. (angleški)
12. ↑  Romanization System for Bulgarian: BGN/PCGN 2013 System. National Geospatial-Intelligence Agency, September 2014. (angleški)
13. ↑  Ivanov, L. Streamlined Romanization of Russian Cyrillic. Contrastive Linguistics. XLII (2017) No. 2. pp. 66-73. ISSN 0204-8701 (angleški)
14. ↑  USBGN, Romanization Systems and Roman-Script Spelling Conventions, 1994, pp.15-16. (angleški)
15. ↑  A. Danchev, M. Holman, E. Dimova, M. Savova. An English Dictionary of Bulgarian Names: Spelling and Pronunciation. Sofia, Nauka i Izkustvo Publishers, 1989. 288 pp. (angleški)
16. ↑  Ordinance N 1047 of 31.12.2003, Ministry of Interior of the Russian Federation. Arhivirano 2011-08-22 na Wayback Machine. (ruski)
17. ↑  Resolution of the Ukrainian Commission on the Issue of Legal Terminology.  Record No. 2 of 19.04.1996. Arhivirano 2009-04-21 na Wayback Machine. (ukrajinski)
18. ↑  Ordinance N 55 of the Cabinet of Ministers of Ukraine “Regulation of the Latin transliteration of the Ukrainian alphabet” of 27 January 2010. (ukrajinski)
19. ↑  D. Georgievski, How to Romaniza the Cyrillic alphabet, Arhivirano 2011-10-03 na Wayback Machine. Globus Weekly, issue 70, 19 August 2008. (makedonski)
20. ↑  Omniglot: Macedonian language, alphabet and pronunciation (angleški)
21. ↑  Predpisi za izdajo bolgarskih osebnih dokumentov (Sprememba). Državni uradni list #83 of 2006, 13. oktober 2006. ISSN: 0205-0900 (bolgarski)